# Astrología y los elementos clásicos
La astrología ha empleado el concepto de los elementos clásicos desde la Antigüedad hasta hoy. En astrología occidental y astrología hindú se conciben cuatro elementos: Fuego, Tierra, Aire y Agua.

## Astrología occidental

Cuatro elementos clásicos; este diagrama clásico posee dos cuadrados, uno sobre otro, siendo las esquinas de uno los elementos clásicos, y las esquinas de otro sus propiedades.

En astrología tropical occidental siempre hay 12 signos astrológicos. Cada uno de los cuatro elementos se asocia con 3 signos del Zodíaco, que siempre están localizados a 120° el uno del otro en la eclíptica, por lo que se dice que están en trígono. Los astrólogos más modernos emplean profusamente los cuatro elementos clásicos (triplicidades), y de hecho se conciben como un punto crítico a la hora de interpretar la carta astrológica.
Comienza con el primer signo, Aries, que es un signo de fuego; el siguiente es Tauro, de tierra; después, Géminis, de aire; y finalmente Cáncer, de agua. Este ciclo prosigue dos veces más y termina con el duodécimo y último signo astrológico, Piscis. Los regentes elementales para los doce signos zodiacales (de acuerdo con Marco Manilio) se resumen como sigue:
- Fuego — 1 - Aries; 5 - Leo; 9 - Sagitario; calientes, secos, ardientes
- Tierra — 2 - Tauro; 6 - Virgo; 10 - Capricornio; pesados, fríos, secos
- Aire — 3 - Géminis; 7 - Libra; 11 - Acuario; ligeros, calientes, húmedos
- Agua — 4 - Cáncer; 8 - Escorpio; 12 - Piscis; fríos, húmedos, suaves

### Elementos en la astrología clásica

#### Regentes de las triplicidades
En astrología tradicional, cada triplicidad posee varios regentes planetarios, que cambian con las condiciones de domicilio; esto es, si la carta es diurna o nocturna. Las regencias de las triplicidades son una dignidad esencial importante, uno de los variados factores empleados por los astrólogos tradicionales para medir la fuerza, la efectividad y la integridad de cada planeta en una carta.
Las regencias de las triplicidades, usando el sistema doroteano, son las siguientes:
Los regentes «participantes» no fueron usados por Ptolomeo, al igual que muchos astrólogos posteriores de tradiciones más tardías que siguieron sus enseñanzas.
| Triplicidad                        | Regente diurno | Regente nocturno | Corregente |
| ---------------------------------- | -------------- | ---------------- | ---------- |
| Fuego (Leo, Aries, Sagitario)      | Sol            | Marte            | Marte      |
| Tierra (Tauro, Virgo, Capricornio) | Venus          | Luna             | Venus      |
| Aire (Géminis, Libra, Acuario)     | Saturno        | Mercurio         | Júpiter    |
| Agua (Cáncer, Escorpio, Piscis)    | Venus          | Júpiter          | Luna       |

#### Triplicidades por estación
En la astrología de la Antigüedad, las triplicidades poseían más bien una naturaleza estacional, por lo que a una estación se le daban las cualidades de un elemento; así, los signos asociados a esa estación serían asignados a ese elemento. Los elementos estacionales de la astrología antigua eran los siguientes:
- Primavera (húmeda, cálida): Aire - Aries, Tauro, Géminis
- Verano (cálido, seco): Fuego - Cáncer, Leo, Virgo
- Otoño (seco, frío): Tierra - Libra, Escorpio, Sagitario
- Invierno (frío, húmedo): Agua - Capricornio, Acuario, Piscis

Emplear las cualidades estacionales da cuenta de las diferencias en las manifestaciones entre signos del mismo elemento. Todos los signos de fuego son, por naturaleza, cálidos y secos. Sin embargo, la adición de las cualidades elementales de las estaciones resulta en diferencias entre los signos de fuego. A ser Leo el signo de mediados de verano, recibe una dosis doble de naturaleza cálida y seca, y es el signo de fuego puro; pero Aries, al ser un signo de primavera, es más húmedo (cálido y seco, cálido y húmedo), y Sagitario, por ser un signo de otoño es más frío (cálido y seco, frío y seco).
En el hemisferio sur, el ciclo estacional se invierte.
Esta tabla refleja los elementos secundarios y terciarios para cada signo.

### Elementos en astrología moderna
En la astrología moderna, cada uno de los elementos se asocia con diferentes signos astrológicos.

## Astrología hindú

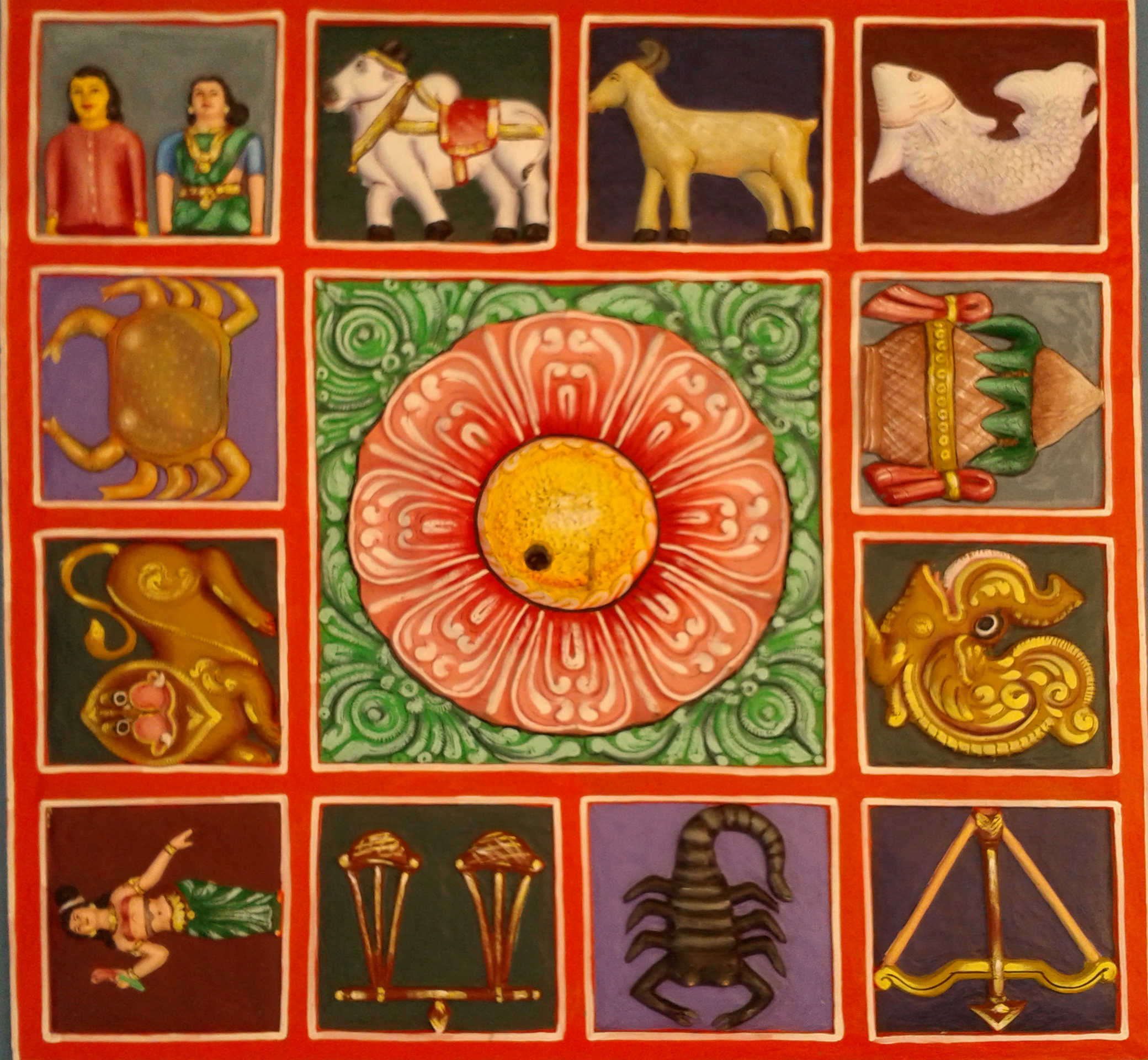
Símbolos del zodíaco de la astrología india en el patio de un templo en Kanipakam, Andhra Pradesh

La astrología hindú, al igual que la astrología occidental, relaciona los signos zodiacales con los elementos.
Además, en el pensamiento védico, cada uno de los cinco planetas se relaciona con un elemento (siendo el éter el quinto). En los Vedas se dice que todo emanó de una vibración básica, el «Om» o «Aum». Las cinco vibraciones elementales que representan a las cinco tattwas elementales (o elementos) emergieron del Om: Júpiter para el éter, Saturno para el aire, Marte para el fuego, Mercurio para la tierra y Venus para el agua.

## Astrología china
En muchos campos teóricos tradicionales chinos, las materias y sus etapas de desarrollo de sus movimientos se pueden clasificar en el Wu Xing. La Madera gobierna a Júpiter, el verde, el este y la primavera; el Fuego gobierna a Marte, el rojo, el sur y el verano; la Tierra gobierna a Saturno, el amarillo, el centro y el estío; el Metal gobierna a Venus, el blanco, el oeste y el otoño; y el Agua gobierna a Mercurio, el negro, el norte y el invierno. Nótese que el Wu Xing es, en suma, una antigua regla mnemotécnica para sistemas de cinco etapas, más que un sistema con diferentes tipos de elementos. Para más información, véase Wu Xing.